# Ramfjorden
 Bygden Ramfjord .
Ramfjorden (nordsamisk: Gáranasvuotna) er en fjord i Tromsø kommune i Troms og Finnmark fylke i Norge. Den er en østlig sidearm til Balsfjorden, og er omkring 15 kilometer lang.
Fjorden har indløb fra Balsfjorden ved Ramfjordnes, og går herfra først mod nordøst, derefter øst. Ved Fagernes deler fjorden sig i to; den korte og lavvandede Nordbotn som går omkring en kilometer mod nordvest, og den betydelig længere og dybere Sørbotn, som fortsætter omkring seks kilometer ind til fjordbunden.
Inderst i Sørbotn munder to elve ud i fjorden, Saltdalelva fra øst og Sørbotnelva fra syd. Da Ramfjorden er en tærskelfjord og ferskvandstilførslen fra elvene er de indre dele af fjorden islagt om vinteren, og er et populært sted for isfiskeri .
Europavej E8 går langs den østlige og nordlige side af fjorden, og her ligger også bygden Ramfjord med stort set sammenhængende boligbebyggelse. Langs vest- og sydsiden af fjorden går fylkesvej 294 (Troms), og her er der mere spredt bebyggelse, hovedsagelig landbrug. Ved Ramfjordnes yderst i fjorden ligger flådebasen Olavsvern.